# سد میرزاخانلو
سد میرزاخانلو در استان زنجان و به فاصله ۲۴ کیلومتری غرب شهرستان طارم قرار دارد و در روستای میرزاخانلو  در حوزه شهرستان طارم قرار دارد.